# 鐵面人 (1998年電影)
是1998年由英國和美國製作的一部歷史、動作電影，由韋杜·華里斯監製、導演和編劇。電影的人物來自於法國作家大仲馬的達爾達尼央浪漫三部曲，一些情節與布拉熱洛納子爵非常相似。其故事情節與1939年版的鐵面人電影也有些近似。電影的內容與小說內容有所出入。
而且電影內容中完全不符合史實之處甚多，例如電影中在1662年就已經有了凡爾賽宮，不過實際上凡爾賽宮是從1664年開始修築的。

## 演員
- 李奧納多·狄卡皮歐 飾 路易十四／菲利普
- 蓋布瑞·拜恩 飾 達爾達尼央
- 傑瑞米·艾朗 飾 阿拉密斯
- 約翰·馬克維奇 飾 阿多斯
- 傑哈·德巴狄厄 飾 波爾多斯
- 安娜·芭麗瑤 飾 奥地利的安妮
- Judith Godrèche 飾 Christine
- 彼得·賽斯嘉 飾 Raoul
- Edward Atterton 飾 Lieutenant Andre
- 休·劳瑞 飾 Pierre，路易十四的顧問
- David Lowe 飾 路易十四的顧問

## 反應
雖然該電影遭遇了一些劣評，其在爛番茄網站上僅獲得了33%的評價，不過在票房上取得了佳績。

## 製作
為這部電影製作音樂的是Nick Glennie-Smith，花樣滑冰選手阿列克謝·亞古丁曾在2002年冬季奧林匹克運動會上使用這部電影的音樂作為其表演時的音樂並獲得冠軍。

## 外部連結
- 互联网电影数据库（IMDb）上《The Man in the Iron Mask》的资料（英文）
- AllMovie上《The Man in the Iron Mask》的资料（英文）
- Box Office Mojo上《The Man in the Iron Mask》的資料（英文）